# Glismut
Glismut (* vor 906; † 26. April 924) war die Ehefrau von Konrad dem Älteren aus dem Haus der Konradiner. Mit ihm hatte sie vier Kinder, darunter den späteren ostfränkischen König Konrad I.

## Herkunft
Zu Glismuts Herkunft liegen keine Quellen vor, in der Forschung ist die Frage umstritten. Die Behauptung, Glismut sei eine uneheliche Tochter des Kaisers Arnulf gewesen (und König Konrad I. stamme folglich von den letzten Karolingern ab), wurde bereits 1779 von Johann Martin Kremer „hinlänglich widerlegt“, wird aber immer noch kolportiert. Einem Eintrag in einem Nekrolog der Abtei Remiremont zufolge ist der Name von Glismuts Mutter „Amulred“. Diese könnte somit eine Tochter (dux) Ekberts von Sachsen sein. Die Nachkommenschaft Glismuts mutterseits, aus dem Geschlecht der Cobbonnen, konnte von Jackman (2006) nachgewiesen werden.
Stein hatte 1872 gezeigt, dass Oda, die Ehefrau des Kaisers Arnulf, keine Schwester Konrads des Älteren war, und angenommen, dass ihr Vater Berengar oder Berthold war, zwei Brüder und Onkel Konrads aus der Familie der Konradiner. Diese Auffassung wird auch heute noch weitgehend akzeptiert. Hintergrund der Vermutungen in Richtung der Konradiner sind die Bezeichnungen propinquus Ludovici und nepos amabilis, die den Söhnen Konrads des Älteren in Bezug auf König Ludwig das Kind gegeben werden.
Jackman sieht diese Bezeichnungen, insbesondere mit dem Zusatz amabilis, als Hinweis auf eine wesentlich engere Verwandtschaft, als von Stein und Hlawitschka aufgezeigt, allerdings nicht auf der väterlichen, sondern auf der mütterlichen Seite: Er kommt zu dem Schluss, dass Königin Oda als Mutter König Ludwigs und Glismut als Mutter König Konrads Schwestern gewesen seien. Daraus schließt er insbesondere, dass weder Berengar noch Berthold Odas Vater waren sowie dass Oda nicht zur Familie der Konradiner gehören kann. Eine Folge seiner Annahme ist, dass König Konrad I. als Vetter ersten Grades der nächste Blutsverwandte Ludwig war, was – nach Jackman – bei der Königswahl im Jahr 911 eine entscheidende Rolle spielte.

## Nachkommen
Von Konrad und Glismut sind vier Kinder bekannt:
- Konrad der Jüngere, † 918, 910 Herzog von Franken, 911 ostfränkischer König
- Eberhard, † 939, genannt Herzog von Franken
- Otto, † nach 918, 904 Graf im Ruhrgau, 912 Graf an der mittleren Lahn
- Tochter ⚭ Burkhard